# Odontopyge vanutellii
Odontopyge vanutellii är en mångfotingart som beskrevs av Filippo Silvestri 1898. Odontopyge vanutellii ingår i släktet Odontopyge och familjen Odontopygidae. Inga underarter finns listade i Catalogue of Life.